# سورفاکتین
سورفاکتین (به انگلیسی: Surfactin) با فرمول شیمیایی C53H93N7O13 یک ترکیب شیمیایی است. که جرم مولی آن ۱۰۳۶٫۳ g/mol می‌باشد.